# Acutozetes bornemisszai
Acutozetes bornemisszai är en kvalsterart som beskrevs av J. och P. Balogh 1986. Acutozetes bornemisszai ingår i släktet Acutozetes och familjen Haplozetidae. Inga underarter finns listade i Catalogue of Life.